# Galápagos

Bandeira da Província de Galápagos

As ilhas Galápagos, cujo nome oficial é Arquipélago de Colón, localiza-se no Oceano Pacífico a cerca de mil quilômetros da costa da América do Sul e fazem parte do território do Equador sendo, administrativamente, uma das 24 províncias do país (Província de Galápagos).
O arquipélago que compreende o conjunto das ilhas Galápagos, que são de origem vulcânica, é formado por dezenas de ilhas e rochedos, sendo treze ilhas maiores (entre 14 a 4 588 km²), seis ilhas menores, e dezenas de ilhotas e rochedos, que totalizam uma área terrestre de 8 010 km². O arquipélago se distribuí por uma área oceânica de 59 500 km², somando  140 555 km² de mar territorial ao Equador.
Apresenta uma biodiversidade elevada e é o habitat de uma fauna peculiar, que inclui muitas espécies endémicas como as tartarugas das Galápagos. A totalidade das ilhas constitui uma reserva de vida selvagem, administrada pelo governo do Equador e que é, desde a visita de Charles Darwin, o principal laboratório vivo de biologia do mundo.

## Principais ilhas
- Ilha de São Cristóvão
- Ilha Isabela - nome em homenagem à rainha Isabel I de Castela, que com o seu marido, Fernando II de Aragão, patrocinou a viagem de Colombo. Com uma área de 4 640 km², é a maior ilha do arquipélago. O seu ponto mais elevado é vulcão do lobo com uma altitude de 1 707 metros. É habitada, e sua maior cidade é Puerto Villamil, localizada na ponta do sudeste da ilha.
- Ilha de Santa Cruz
- Ilha Floreana
- Ilha de Santa Fé
- Ilha Genovesa
- Ilha Fernandina - nome dado em homenagem ao rei Fernando II de Aragão. Tem uma área de 642 km², com uma altura máxima de 1 494 metros. Com intenso movimento vulcânico ainda encontra-se em expansão. Possui uma rica fauna composta por pinguins, pelicanos, leões-marinhos, iguanas. Entre outras.
- Ilha Bartolomé - homenagem ao tenente David Bartholomew da marinha britânica. Com uma área de 1,2 km², altura máxima de 114 metros.
- Ilha de Wolf
- Ilha Pinta
- Ilha de Santiago

## História

Ilhas Galápagos

As ilhas apareceram pela primeira vez em dois mapas do século XVI, um desenhado por Mercator (1569) e o outro por Abraham Ortelius (1570). Foram chamadas de "Ilhas das Tartarugas" (Insulae de los Galopegos).
Em seus quatro anos de isolamento na ilha de Juan Fernández, fora da costa chilena, Alexander Selkirk (o protótipo de Robinson Crusoe), visitou as ilhas Galápagos por volta de 1709, com o capitão Woodes Rogers.
O primeiro morador de Galápagos foi um irlandês chamado Patrick Watkins, abandonado por lá em 1807. Ele passou dois anos plantando vegetais e trocava-os por rum com os visitantes. Em 1809, ele roubou um barco e fugiu para Guaiaquil.
Galápagos foi oficialmente anexada ao Equador em 1832 e foi nomeada "Archipiélago del Ecuador". Entretanto, seu nome oficial é Arquipélago de Colón.
O arquipélago de Galápagos é um conjunto de 58 ilhas a cerca de 965 quilômetros da costa continental do país.
Seu mais famoso visitante foi o jovem Charles Robert Darwin, que viajou no seu navio "HMS Beagle" do capitão Robert Fitz Roy, em 15 de Setembro de 1835, permanecendo até 20 de outubro.
Darwin visitou somente 4 ilhas, primeiramente San Cristóbal (Chatham Island), depois Floreana (Charles Island), Isabela e Santiago, durante os 35 dias em que permaneceu nessas terras, fez grandes coletas de plantas e animais, assim como observações da vida.

## Fauna

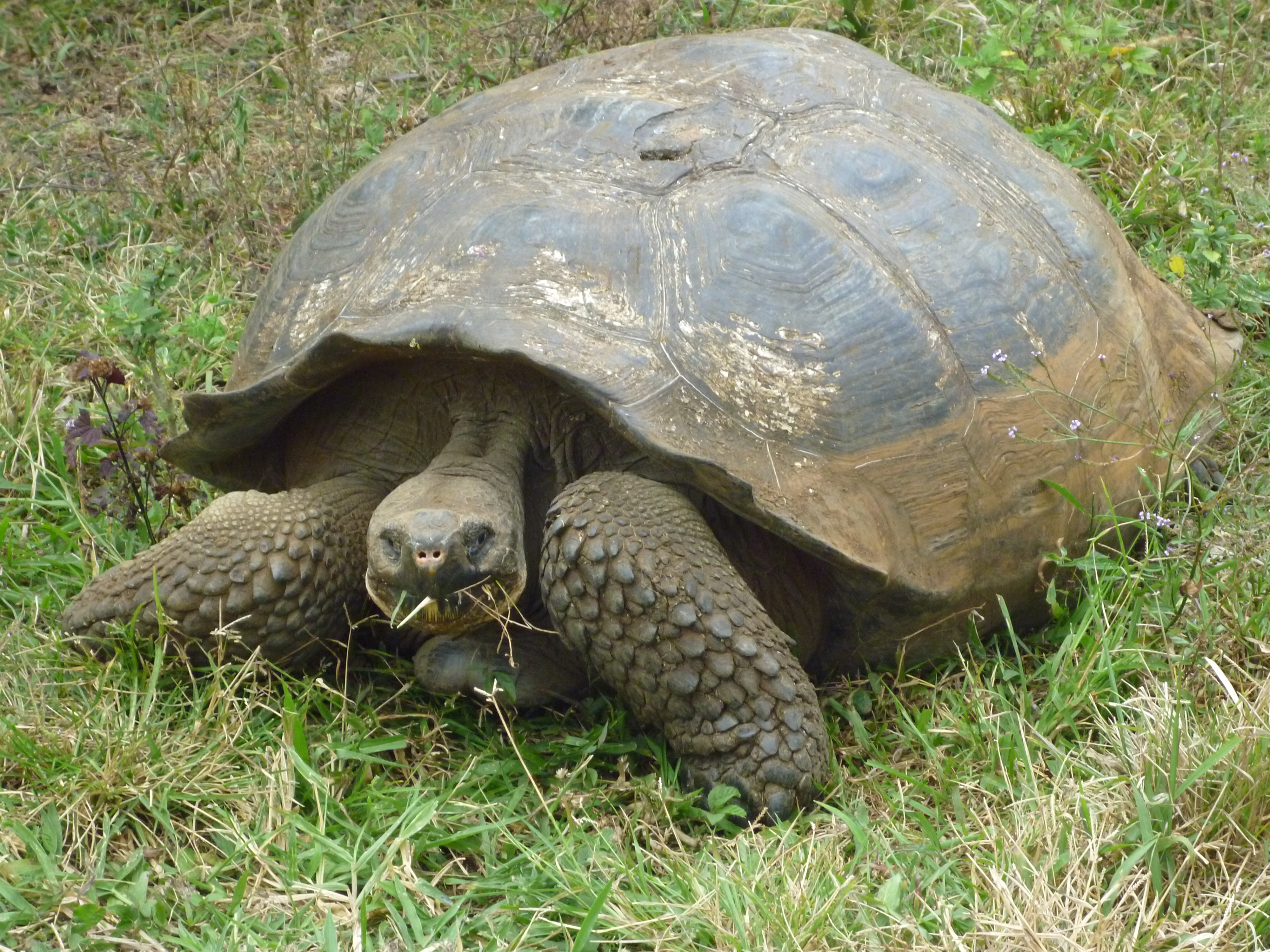
Tartaruga-gigante-de-galápagos, na ilha de Santa Cruz

A fauna galapaguenha é extremamente rica e única em termos de biodiversidade. No arquipélago abundam espécies endémicas, com variações marcadas de ilha para ilha. Tais características são desde há muito tempo foco do interesse de zoólogos, entre os quais Charles Darwin, que visitou as Galápagos em 1831, durante sua viagem no navio Beagle. Foi através da observação dos animais dessas ilhas que Darwin começou a ponderar as ideias que levariam, mais tarde, à publicação de "A Origem das Espécies" e ao desenvolvimento da teoria da Seleção Natural.
Não era uma ideia nova na época, mas não havia um mecanismo para explicá-la. A seleção natural é justamente tal mecanismo, e esta foi a principal contribuição de Darwin.
Os mais famosos entre os pássaros endêmicos são as 13 espécies de tentilhões. Peter e Rosemary Grant estudaram várias dessas espécies por quase 40 anos (geralmente conheciam cada indivíduo dos tentilhões da ilha). Em um determinado ano tinham o gráfico do tamanho do bico de uma determinada espécies. Em apenas poucos anos o casal viu a seleção natural acontecer. O tamanho e a forma do bico mudaram sob o olhar dos Grant.

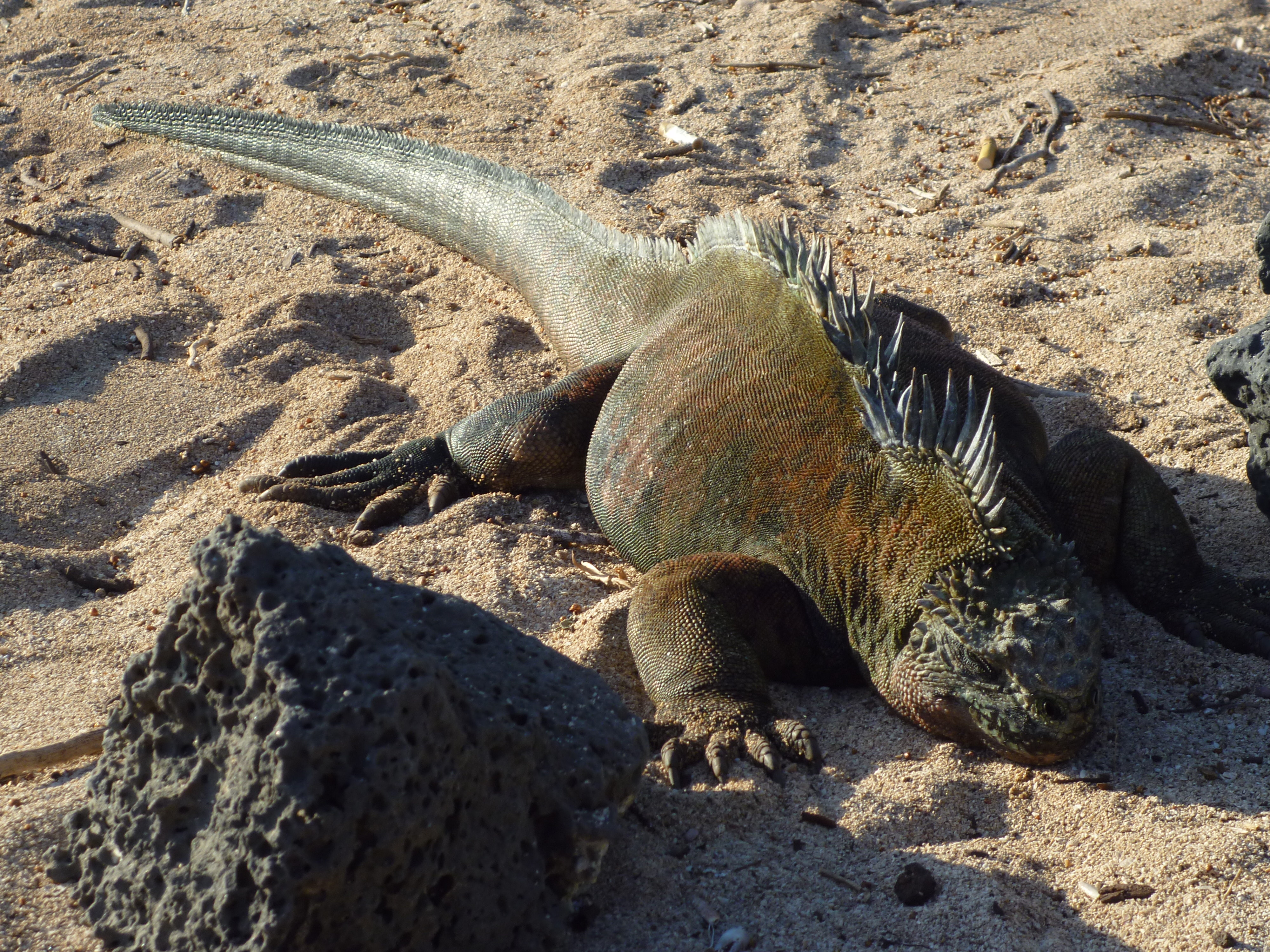
Iguana na praia da Estação de Pesquisa Charles Darwin

Duas coisas surpreenderam os Grant: a evolução ocorreu rápido o bastante para ser observada em poucas temporadas no campo. Darwin acreditava que nossa vida não seria suficientemente longa para observar a evolução. Com um único evento pode ocorrer evolução. Além disso, a evolução pode ocorrer em escala bem pequena. As medições dos Grant foram muito cuidadosas e precisas.
O tamanho e a forma do bico são hereditários nessas aves. A seleção natural pode ocorrer sem hereditariedade, já a evolução é só com hereditariedade.
A fauna das ilhas inclui a tartaruga-das-galápagos, a iguana-marinha, o pinguim-das-galápagos, o cormorão-das-galápagos, o falcão-das-galápagos, a fragata, entre outros.